# Apollinaire Joachim Kyélem de Tambèla
Apollinaire Joachim Kyélem de Tambèla (Tambèla, 1955) è un politico e avvocato burkinabé.
È stato nominato primo ministro del Burkina Faso dal presidente di transizione Ibrahim Traoré, che lo ha poi rimosso il 6 dicembre 2024

## Biografia
Apollinaire Joachim Kyélem de Tambèla è un avvocato presso la Corte d'appello di Ouagadougou.
Kyélem è stato nominato Primo ministro il 21 ottobre 2022. Poco prima della sua nomina aveva proposto l'abolizione dell'incarico.